# 1988 VF2
1988 VF2 är en asteroid i huvudbältet som upptäcktes den 7 november 1988 av de båda japanska astronomerna Yoshio Kushida och Masaru Inoue vid Yatsugatake-Kobuchizawa-observatoriet.
Asteroiden har en diameter på ungefär 7 kilometer och den tillhör asteroidgruppen Vesta.